# Innisfree
Innisfree är en ort i Kanada.   Den ligger i provinsen Alberta, i den centrala delen av landet, 2 700 km väster om huvudstaden Ottawa. Innisfree ligger 663 meter över havet och antalet invånare är 220. Den ligger vid sjön Birch Lake.
Terrängen runt Innisfree är platt, och sluttar söderut. Trakten runt Innisfree är nära nog obefolkad, med mindre än två invånare per kvadratkilometer.. Innisfree är det största samhället i trakten. 
Trakten runt Innisfree består till största delen av jordbruksmark.